# 阿馬盧 (阿爾及利亞)
36°37′N 5°9′E / 36.617°N 5.150°E

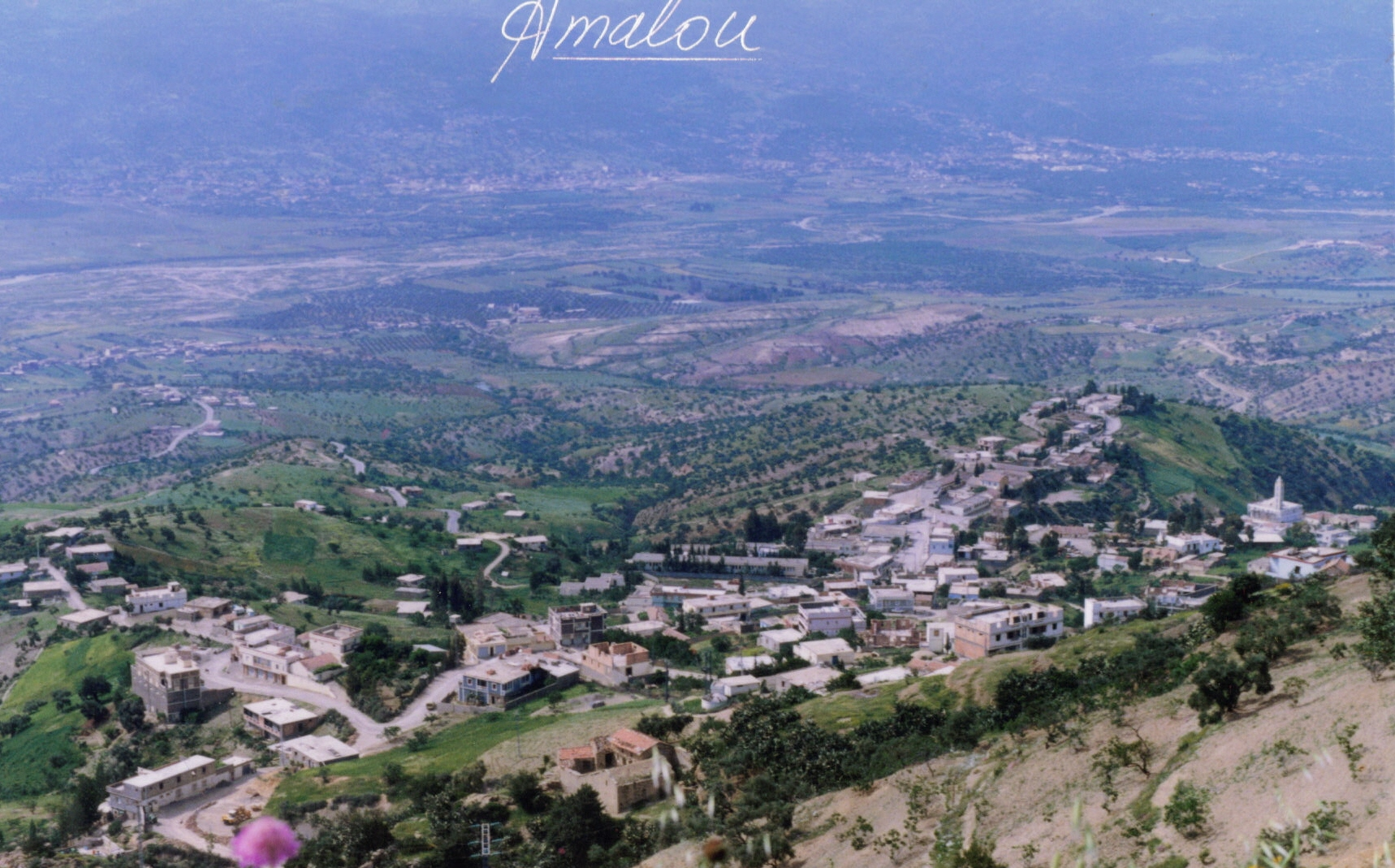

阿馬盧（阿拉伯语：‎），是阿爾及利亞的城鎮，位於該國北部貝賈亞省，由塞杜克區負責管轄，面積57平方公里，2008年人口8,602，人口密度每平方公里151人。